# El Eco del País
El Eco del País fue un periódico publicado en Madrid entre 1862 y 1866, vinculado a la Unión Liberal.

## Historia
Editado en Madrid y de periodicidad diaria, debió publicar su primer número en agosto o septiembre de 1862. El número cxviii, correspondiente al 3 de enero de 1863, estaba impreso, como todos los demás números posteriores, en una imprenta propia, con cuatro páginas de 0,481 x 0,296 m. El 2 o 3 de noviembre de 1863 amplió sus dimensiones a 0,576 x 0,376 m. Cesó el 7 de agosto de 1866. El periódico, vinculado a la Unión Liberal, tuvo por directores Eduardo Gasset y Artime y a Juan de Chinchilla. En su redacción tomaron parte autores como Miguel Aragón, José Cabezas de Herrera, Felipe Carrasco de Molina, Joaquín Chinchilla, Luis García de Luna, Fernando León y Castillo, Rufo Negro, Eugenio Olavarría, Eugenio Vera y Juan Antonio Viedma.